# Przymiarki (Strożyska)
Przymiarki – przysiółek wsi Strożyska w Polsce, położony w województwie świętokrzyskim, w powiecie buskim, w gminie Nowy Korczyn.
W latach 1975–1998 przysiółek administracyjnie należał do województwa kieleckiego.